# 列昂尼德·德拉切夫斯基
列昂尼德·瓦季莫维奇·德拉切夫斯基（俄語：Леонид Вадимович Драчевский，1942年4月5日—），俄罗斯政治人物，曾任俄罗斯联邦总统驻西伯利亚联邦管区全权代表、驻波兰大使等职。

## 生平
1966年毕业于莫斯科化工学院。1968年代表苏联国家赛艇队参加墨西哥城夏季奥运会。回国后，曾任赛艇队教练，苏联体育委员会水上运动部副部长，“海燕”体育协会副主席等职。1982年毕业于国立中央体育学院。1986年毕业于苏共中央高级党校。1986年至1990年，担任俄罗斯苏维埃联邦社会主义共和国国家体育运动委员会副主任。1990年至1991年，担任苏联国家体育运动委员会第一副主任。
苏联解体后调入外交系统工作，1992年任驻西班牙巴塞罗那总领事馆领事（同年举办巴塞罗那夏季奥运会）。1993年毕业于俄罗斯联邦外交部外交学院高级培训班。1996年至1998年，担任驻波兰共和国特命全权大使。1998年至1999年，俄罗斯联邦外交部副部长。1999年至2000年，担任俄罗斯联邦独联体事务部部长。2000年至2004年，担任俄罗斯联邦总统驻西伯利亚联邦管区全权代表。2002年至2014年，担任俄罗斯-中国友好、和平与发展委员会俄方主席。2004年至2008年，担任俄罗斯统一电力系统股份公司副董事长。2008年至2011年，担任俄罗斯赛艇联合会主席。

## 荣誉
- 四级祖国功勋勋章（2004年9月10日）[2]
- 亚历山大·涅夫斯基勋章（2017年9月10日）
- 荣誉勋章（2002年4月5日）[3]
- 友谊勋章（2008年8月25日）
- 二级祖国功勋奖章（1996年6月21日）[4]